# Aguas Verdes (Buenos Aires)
Aguas Verdes es una localidad dentro de la provincia de Buenos Aires en Argentina, perteneciente al Partido de La Costa. Es una localidad turística y balnearia, ubicada a orillas del mar Argentino del océano Atlántico. Limita con Costa del Este al norte y Lucila del Mar al sur, con la que se conecta mediante la avenida Crucero 9 de julio.

## Población
En el último censo se la incluye dentro de la aglomeración Mar de Ajó - San Bernardo con 28,466 habitantes (Indec, 2010) totales en la aglomeración. Incluye Costa Azul.

## Historia
En 1966, la firma inmobiliaria Vinelli realizó un remate de 2000 lotes en lo que llamaron Balneario Duhau Aguas Verdes, debido a que los dueños pertenecían a la familia Duhau. Con el tiempo se eliminó el nombre Duhau para llamarse Aguas Verdes, a secas.
A diferencia que en Costa del Este no se hizo un trabajo importante en forestación, el paisaje natural era seco y arenoso. Fueron los primeros vecinos los que iniciaron la plantación de diferentes especies, logrando la fijación de médanos y modificación muy lenta del paisaje.

La playa de Aguas Verdes era considerada la más ancha y limpia de la zona, hoy lamentablemente esa geografía ha cambiado y aunque es ancha, ya no es lo que era entonces.
Fue a principios de la década de 1970 cuando se abrieron calles de "asfalto mejorado" y el ingreso al loteo con conexión con Lucila del Mar. Hasta que se completó la ruta interbalnearia el ingreso servía también a "La Lucila" para aquellos que elegían transitar por la playa desde Mar del Tuyú y a las localidades que más tarde se crearon entre estas dos poblaciones. No existía ruta de acceso asfaltada por aquellos años (ex ruta 11 Gral Lavalle a Mar de Ajó o San Clemente), de forma que las localidades colindantes con ésta tenían sólo acceso por la playa, el aislamiento de Aguas Verdes dejaba como único acceso la playa, siempre y cuando el mar no estuviese alto. La energía eléctrica tardó en llegar, recién hacia mediados de los ´70 algunos pocos vecinos contaban con ese servicio.
Las primeras construcciones fueron la casa de la familia Gonzalo (posteriormente allí funcionaria el primer almacén "Quien diría"), la casa alpina de la calle Diaguita, y las casas de algunos primeros pobladores.
El espíritu aventurero animó al Sr. Gonzalo quien fuera el primero en construir en el balneario, o el de Juan de Conti, quien iniciara la segunda casa y fue el primer albañil y primer vecino radicado en la zona, o Victorio Bossolasco, dueño de la tercera casa y del primer almacén. "Quien diría" era el proveedor natural de hielo para las heladeras "sin motor". Fue el HIPERMERCADO del balneario. Otro pionero fue Roberto Pereyra quien en ese contexto fue uno de los primeros constructores de pueblo al llegar en la década del 70 y además cabe destacar que el Sr. Carlos Lombardo, el Sr. Roberto Bruno, Jose Otero  y el Sr. Natalio Romano Carpitella fueron los primeros en llegar después del remate que realizó la empresa Vinelli.
En aquellos años quien no contaba con movilidad propia debería llegar al Balneario caminando por la playa desde el muelle de La Lucila, donde allí terminaban los micros "Álvarez" y "Río de la Plata". Los colectivos que actualmente unen las localidades de Ajó y del Tuyú recién comenzaron a circular bien comenzados los años ´80.
En el año 78 aproximadamente se abre el primer restaurante "Ana spano" para ese entonces pizzería, y lugar de reunión de los jóvenes. En los años 90 se construyó el primer balneario con carpas y restobar "Open Playa" que actualmente sigue siendo el único que hay.
Y por primera vez en 1993 llega la primera intendencia, de la mano de Don Carlos Hugo Barreto, que se extendió hasta fines del 2001. Una de sus obras más destacadas dentro de la ciudad, fue la creación de la plaza "Islas Malvinas".
El primer hotel es el conocido "Don Quinto" llevado adelante por más de 25 años por Elio y Bruno. Luego en la década del 90 se construyó el Apart Brisas perteneciente a la cadena RCI.

## Características y atractivos

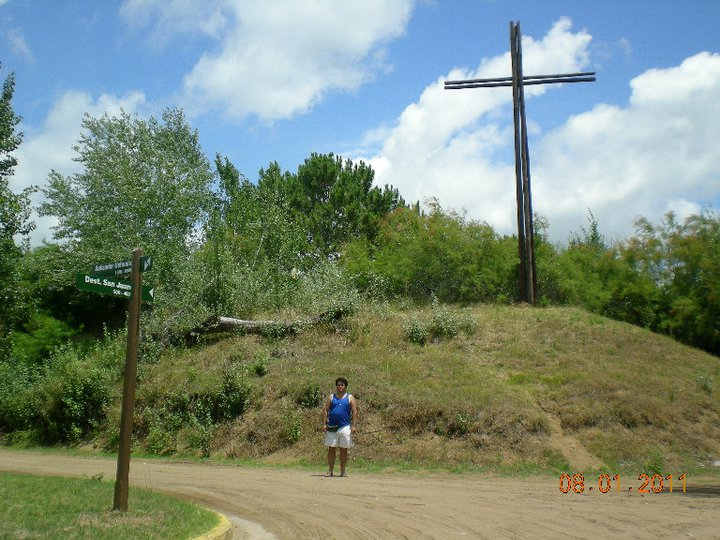
Cruz sobre el médano, frente a la Capilla.

Es un balneario de amplias playas, con un cordón de dunas de hasta seis metros de altura y gran vegetación. Es un lugar tranquilo, donde el turista busca relax y contacto con la naturaleza. Para conseguir la importante vegetación que tiene hoy por hoy, se han hecho trabajos de forestación, al igual que en pueblos vecinos.

Sus playas tienen un ancho que varía entre 10 y 15 metros. Allí no se puede pescar, porque no hay  más cardúmenes.
La Capilla Nuestra Señora de la Anunciación se encuentra en la calle Submarino Santa Fe y Destructor San Juan. Frente a la Capilla hay emplazada una Cruz sobre un médano como único atractivo turístico.

## Castillo Duhau
La situación geográfica de la localidad es particular, ya que se halla separado de las localidades colindantes por terrenos que aún no fueron loteados, como los que pertenecen a los Duhau.

Aguas Verdes sólo se conecta con Lucila del Mar a 6 cuadras de la playa. Esto sucede porque entre ambas localidades se encuentra una de las primeras construcciones de la zona conocida como el Castillo Duhau, que era propiedad de aquella familia.

Este inmenso Castillo, de estilo normando, cuenta con un gran parque de gramilla y sus límites norte, sur y oeste están forestados. Hacia el este contacta con el litoral marino, por eso es que el Castillo Duhau puede verse desde los médanos de la playa. El arquitecto que lo diseñó (en varias etapas) fue León Dourge.

## Camping Costa Silvestre
Es un predio de 50 hectáreas con más de 300 especies de árboles, un lago artificial y una granja educativa. Dentro del predio, además, se realizan cabalgatas diurnas y nocturnas. Está ubicado en Yate Fortuna s/n, Av. 9 de Julio y Fragata